# Борквалде
Борквалде (њем. Borkwalde) општина је у њемачкој савезној држави Бранденбург. Једно је од 38 општинских средишта округа Потсдам-Мителмарк. Према процјени из 2010. у општини је живјело 1.576 становника. Посједује регионалну шифру (AGS) 12069056.

## Географски и демографски подаци
Борквалде се налази у савезној држави Бранденбург у округу Потсдам-Мителмарк. Општина се налази на надморској висини од 62 метра. Површина општине износи 4,9 km². У самом мјесту је, према процјени из 2010. године, живјело 1.576 становника. Просјечна густина становништва износи 323 становника/km².